# The Bachelor and the Bobby-Soxer
The Bachelor and the Bobby-Soxer is een Amerikaanse komedie uit 1947 onder regie van Irving Reis. De film werd destijds in Nederland uitgebracht onder de titel De vrijgezel en het bakvisje.

## Verhaal
Tiener Susan Turner (Shirley Temple) wordt verliefd op playboy Richard Nugent (Cary Grant). Ze dringt zijn appartement binnen en wordt er betrapt door haar zus, rechter Margaret Turner (Myrna Loy). Onder dreiging van gevangenisstraf moet Richard van Margaret het spel meespelen tot de verliefdheid van Susan over is, wat leidt tot allerhande kolderieke toestanden.

## Rolverdeling
| Acteur         | Personage              |
| -------------- | ---------------------- |
| Cary Grant     | Richard Nugent         |
| Myrna Loy      | Judge Margaret Turner  |
| Shirley Temple | Susan Turner           |
| Rudy Vallee    | D.A. Tommy Chamberlain |
| Ray Collins    | Dr. Matthew Beemish    |